# Victor Pan
Victor Yakovlevich Pan (em russo: Пан Виктор Яковлевич) (Moscovo, 8 de setembro de 1939) é um matemático soviético-americano e cientista da computação, conhecido por suas pesquisas em algoritmos para polinômios e multiplicação de matrizes.

## Educação e carreira

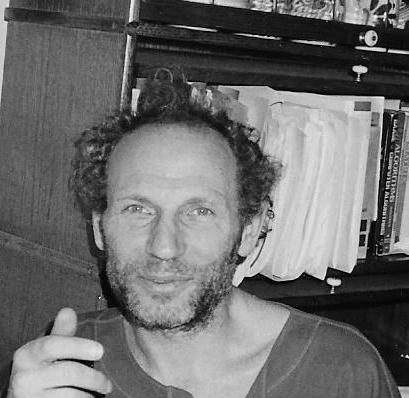
Foto de Victor Pan. Fonte: Personal communication from V. Pan.

Pan recebeu seu título de mestre de Ciências em Matemática  Universidade de Moscou em 1961, e, em 1964, a de doutor e, Filosofia na Matemática na mesma universidade, sob a orientação de Anatoli Georgievich Vitushkin, e continuou seu trabalho na Academia de Ciências da União Soviética. Publicou artigos e ficou conhecido como "polynomial Pan" ("Pan polinomial") por seu trabalho pioneiro na área de computação polinomial.
No ano de 1977, imigrou aos Estados Unidos e trabalhou em diversas instituições, como na divisão de pesquisa e desenvolvimento da IBM. Em 1982, naturalizou-se como cidadão dos Estados Unidos.
Desde 1988, leciona na universidade pública Lehman College da Universidade da Cidade de Nova Iorque. Pan também manteve pesquisas e atuou como professor visitante na Universidade do Estado de Nova Iorque em Albany, na Universidade Stanford, na Universidade de Columbia, no International Computer Science Institute, no Institut National de Recherche en Informatique et en Automatique e na Universidade de Pisa.
Ele foi membro da Society for Industrial and Applied Mathematics, da Association for Computing Machinery e European Association for Theoretical Computer Science.

## Contribuições e pesquisas
Suas pesquisas foram incentivadas por mais de 20 anos pela Fundação Nacional da Ciência, o que resultou na publicação de três livros e mais de 200 artigos sobre ciência de computação e matemática aplicada. Sua área de interessa são: computação simbólico e numeral, design e análise de algoritmos, álgebra linear e multilinear, matriz de espalhamento de dados e polinômios para encontrar raízes.
Victor Yakovlevich Pan é um especialista em análise de algoritmos e desenvolveu novos algoritmos. Um de seus resultados mais notáveis é a prova que o número de multiplicações em método de Horner é otimizado.
Na teoria de algoritmos de matriz multiplicativa, Pan publicou em 1978 um algoritmo de execução{\displaystyle O(n^{2.795})}. Esta foi a primeira melhoria no algoritmo de Strassen depois de quase uma década e deu início a um longo ramo de melhorias na multiplicação rápida de matrizes, que mais tarde incluiu o algoritmo Coppersmith–Winograd e desenvolvimentos subsequentes. Ele escreveu o texto How to Multiply Matrices Faster (Springer, 1984) examinando os primeiros desenvolvimentos nesta área. Seu algoritmo de 1982 ainda detinha o recorde em 2020 para o algoritmo de multiplicação de matrizes "praticamente útil" mais rápido (ou seja, com um tamanho de base pequeno e constantes ocultas gerenciáveis). Em 1998, com seu aluno Xiaohan Huang, Pan mostrou que algoritmos de multiplicação de matrizes podem tirar vantagem de matrizes retangulares com proporções de aspecto desbalanceadas, multiplicando-as mais rapidamente do que os limites de tempo que seriam obtidos usando algoritmos de multiplicação de matrizes quadradas.
Desde esse trabalho, Pan retornou à computação simbólica e numérica e a um tema anterior de sua pesquisa: computações com polinômios. Ele desenvolveu algoritmos rápidos para o cálculo numérico de raízes polinomiais, e, com Bernard Mourrain, algoritmos para polinômios multivariados baseados em suas relações com matrizes estruturadas. Ele também foi autor ou coautor de vários outros livros, sobre computação matricial e polinomial, matrizes estruturadas, e sobre procedimentos numéricos de busca de raízes.
Pan orientou mais de 20 alunos na Universidade da Cidade de Nova York.

## Vida pessoal
Victor Pan é filho de Yakov Solomon e Raissa-Rievka Kalman (Kogan) Pan. Casou-se com Lidia Perelman Pan em 8 de setembro de 1972
Pan é judeu, com interesses em escalada de montanhas, hiking e cross country skiing.

## Reconhecimento
Pan foi nomeado Professor Emérito no Lehman College em 2000.
Em 2014, tornou-se membro da American Mathematical Society, por "contribuições à teoria matemática da computação".

## Publicações selecionadas

### Artigos
- 1996: Methods of computing values of polynomials.[8]
- 1978: Strassen's algorithm is not optimal: Trilinear technique of aggregating, uniting and canceling for constructing fast algorithms for matrix operations.[10]
- 1982: Trilinear aggregating with implicit canceling for a new acceleration of matrix multiplication.[11]
- 1998: Fast rectangular matrix multiplication and applications.[13]
- 2000: Multivariate polynomials, duality, and structured matrices.[15]
- 2002: Univariate polynomials: nearly optimal algorithms for numerical factorization and root-finding.[14]

### Livros
- 1984: How to Multiply Matrices Faster.[5]
- 1994: Polynomial and Matrix Computations, Vol. I: Fundamental Algorithms.[20]
- 2001: Structured Matrices and Polynomials: Unified Superfast Algorithms.[21]
- 2013: Numerical Methods for Roots of Polynomials, Part II.[22]